# Lepeophtheirus aesopus
Lepeophtheirus aesopus is een eenoogkreeftjessoort uit de familie van de Caligidae. De wetenschappelijke naam van de soort is voor het eerst geldig gepubliceerd in 1906 door Wilson C.B..